# ハルファン・イブラヒム
ハルファン・イブラヒム（アラビア語: خلفان إبراهيم خلفان、英語: Khalfan Ibrahim Khalfan Al Khalfan、1988年2月18日 - ）は、カタール出身の元同国代表サッカー選手。現役時代のポジションはFW。実父のイブラヒム・ハルファンも、元カタール代表のサッカー選手。

## 経歴
カタール代表ではおもにウイングとしてプレーしている。2006年にアジア年間最優秀選手賞を受賞した経験を持つ。
2007年に行われたアジアカップでは怪我のため出場を逃し、ブラジルから帰化したファビオ・セザールの出現によりレギュラーの座が危うくなった。
2011年に地元カタールで行われたアジアカップの代表には選ばれたものの途中出場が主であり、開幕戦ではパスミスから失点の基点となるなどして精彩を欠くプレーに終始した。チームも準々決勝で日本に敗れた。
2012-13シーズンのカタール・スターズリーグの年間最優秀選手賞を受賞。また、代表においても最近ではスタメン出場しており、アジアカップ2015の予選での対イエメン戦ではハットトリックを達成した。

## 獲得タイトル
クラブ
アル・サッド
- カタール・スターズリーグ : 2003-04, 2005-06, 2006-07, 2012-13
- アミールカップ : 2005, 2007, 2014
- カタール・カップ : 2006, 2007, 2008
- シェイク・ジャシムカップ : 2007, 2014
- カタール・スターズカップ : 2010
- AFCチャンピオンズリーグ : 2011

個人
- アジア年間最優秀選手賞 : 2006年
- カタール年間最優秀ユース選手賞 : 2006年
- QFAアワーズ : 2013年